# Allumiere di Monteleo

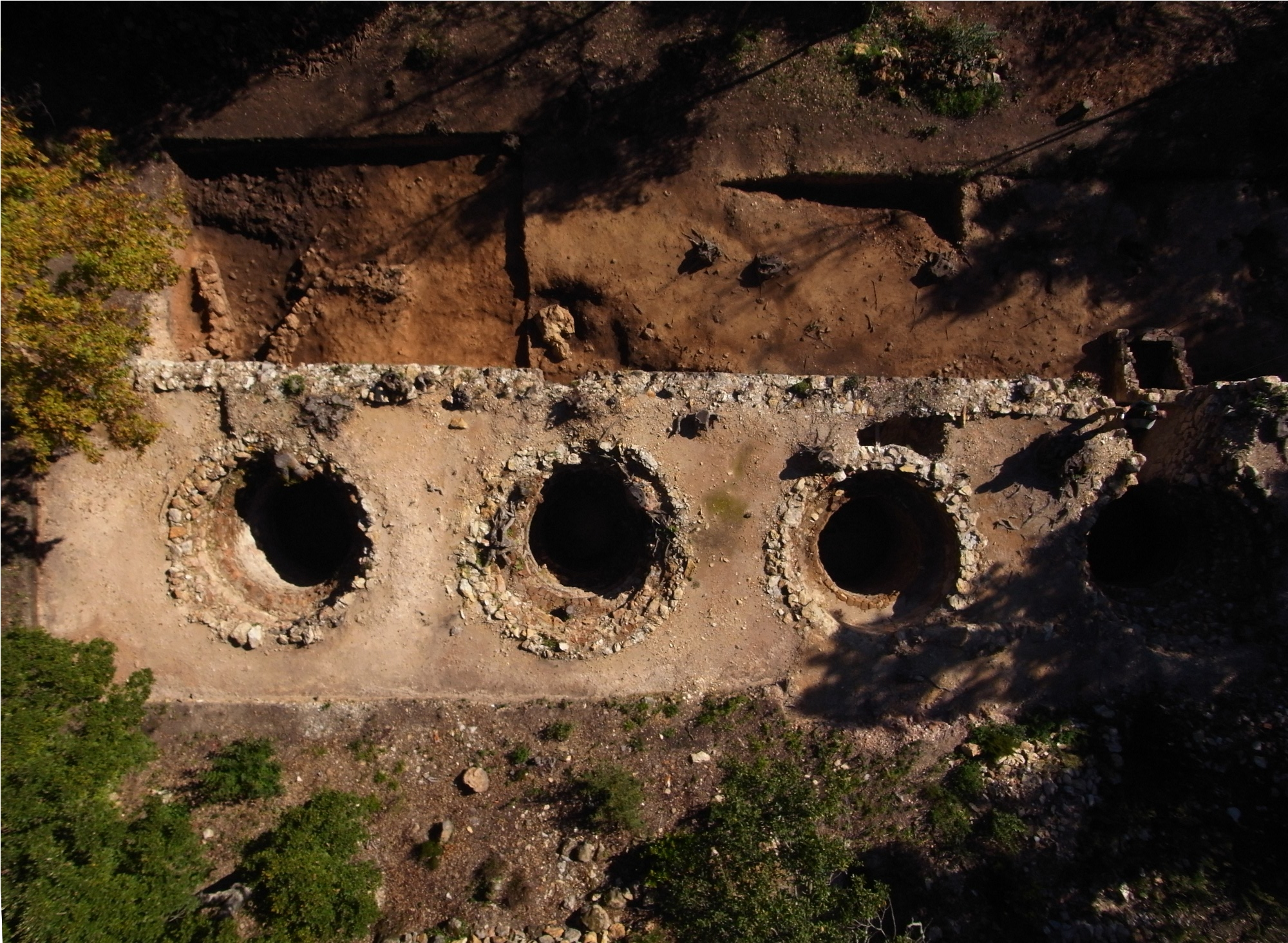
Le fornaci dell'allumiera viste dall'alto

Le allumiere di Monteleo sono un vasto complesso produttivo in uso dal XIV al XVIII secolo, finalizzato alla trasformazione del minerale alunite in allume, una sostanza che, per le sue proprietà astringenti e mordenti, veniva utilizzata in modo preponderante nella lavorazione dei tessuti e delle pelli.
Il sito delle allumiere di Monteleo è situato all'interno del comune di Monterotondo Marittimo, in provincia di Grosseto. Sono al centro delle ricerche archeologiche coordinate dal Laboratorio di Topografia dei Territori Minerari (LTTM) dell'Università di Siena a partire dal 2008, ed è inserito tra i beni di competenza del Parco tecnologico e archeologico delle Colline Metallifere grossetane, attraverso il quale verrà avviato un progetto di conservazione e valorizzazione.
L'eccezionalità di questo sito risiede nella monumentalità e nell'ottima conservazione delle strutture produttive. Si tratta inoltre dell'unica allumiera rinascimentale che sia stata attualmente scavata in Europa.

## Storia

### Prima fase di attività: fine XIV-metà XV secolo
Le più antiche testimonianze di attività sul sito di Monteleo risalgono alla fine del XIV secolo e sono segnalate dal ritrovamento archeologico di una serie di strutture murarie, con ogni probabilità relative ad una fornace, in buona parte obliterate dalle strutture murarie della fase cinquecentesca.

### L'allumiera rinascimentale
Lo studio dei documenti affiancato ai dati dello scavo, ha permesso di individuare una ripresa dello sfruttamento del sito nel periodo che va dal 1471 fino al 1508. Questa ripresa si inserisce all'interno di quella spinta economica e imprenditoriale promossa dall'élite senese alla fine del XV secolo, volta al controllo delle risorse minerarie nel territorio delle Colline Metallifere grossetane. L'impianto produttivo comprendeva una grossa batteria di fornaci realizzata in pietre calcaree irregolari, alta 3 m e lunga circa 27 m, articolata in quattro forni di forma cilindrica, del diametro di 2,5 m circa.
Altre strutture invece si collocano un centinaio di metri più a valle: sono state messe in luce due fornaci, una con camera di combustione di forma cilindrica, e una grossa vasca troncoconica realizzata in laterizi disposti di testa in filari regolari rivestiti di malta idraulica.
Il legame di questi impianti con le fasi di lisciviazione e, più in generale, con l'uso dell'acqua è testimoniato dal rinvenimento di un sistema di canalizzazione molto esteso, che convogliava l'acqua dal torrente vicino verso l'area produttiva.
Nello stesso arco temporale in cui queste strutture furono realizzate e messe in funzione l'area dell'allumiera fu anche sede di intense attività di forgia, probabilmente finalizzate alla riparazione degli strumenti utilizzati per le attività di cava e, più in generale, alla fabbricazione di oggetti come chiodi, punteruoli, picchetti, riutilizzando materiali in ferro presenti sul sito, fra i quali sono stati riconosciuti anelli, fibbie e chiavi.

### L'allumiera granducale: 1741-1753
Nel 1741 l'allumiera conobbe una nuova fase di investimenti e di notorietà. L'attività promossa dalla reggenza lorenese è ben descritta nel documento redatto da Giovanni Targioni Tozzetti nel 1745 (Ribarbelli 1984), e fornisce una mole vastissima di informazioni, tra le quali ampio spazio trova la descrizione della prassi operativa della produzione, dall'estrazione fino al confezionamento del prodotto finito.